# Кримськорозівська сільська рада
Кримськоро́зівська сільська́ ра́да — адміністративно-територіальна одиниця та орган місцевого самоврядування в Білогірському районі Автономної Республіки Крим. Адміністративний центр — село Кримська Роза.

## Загальні відомості
- Населення ради: 1 990 осіб (станом на 2001 рік)

## Населені пункти
Сільській раді були підпорядковані населені пункти:
- с. Кримська Роза
- с. Вишневе

## Склад ради
Рада складалася з 16 депутатів та голови.
- Голова ради: Помазан Галина Павлівна

### Керівний склад попередніх скликань
| Прізвище, ім'я, по батькові  | Основні відомості                                                                     | Дата обрання | Дата звільнення |
| ---------------------------- | ------------------------------------------------------------------------------------- | ------------ | --------------- |
| Хачатурян Аршавір Дживанович | Сільський голова, 1973 року народження, безпартійний                                  | 26.03.2006   | 01.01.2008      |
| Помазан Галина Павлівна      | Сільський голова, 1962 року народження, член Партії регіонів                          | 30.03.2008   | 31.10.2010      |
| Помазан Галина Павлівна      | Сільський голова, 1964 року народження, освіта середня загальна, член Партії регіонів | 31.10.2010   |                 |

Примітка: таблиця складена за даними сайту Верховної Ради України

### Депутати
За результатами місцевих виборів 2010 року депутатами ради стали:

#### За суб'єктами висування
| Суб'єкт висування           | Кількість обраних депутатів | %    |
| --------------------------- | --------------------------- | ---- |
| Партія регіонів             | 6                           | 37,5 |
| Комуністична партія України | 5                           | 31,3 |
| Самовисування               | 5                           | 31,3 |

#### За округами
| № округу                    | Прізвище, ім'я, по батькові    | Дата визнання обраним | Освіта  | Партійна приналежність       | Відомості про обраного депутата                                            |
| --------------------------- | ------------------------------ | --------------------- | ------- | ---------------------------- | -------------------------------------------------------------------------- |
| Комуністична партія України |                                |                       |         |                              |                                                                            |
| 3                           | Ягодка Людмила Григорівна      | 03.11.2010            | середня | позапартійна                 | приватний підприємець                                                      |
| 4                           | Алфєєва Віра Анатоліївна       | 03.11.2010            | середня | позапартійна                 | Інститут ефіроолійних та лікарських рослин, лаборант                       |
| 8                           | Петров Анатолій Павлович       | 03.11.2010            | середня | позапартійний                | пенсіонер                                                                  |
| 9                           | Шевага Лариса Олександрівна    | 03.11.2010            | середня | позапартійна                 | тимчасово не працює                                                        |
| 16                          | Черкезов Мустафа Абдулахотович | 03.11.2010            | середня | позапартійний                | Зуйська лікарня, слюсар-сантехник                                          |
| Партія регіонів             |                                |                       |         |                              |                                                                            |
| 5                           | Паніна Галина Михайлівна       | 03.11.2010            | вища    | член Партії регіонів         | Зуйська аптека, зав.аптекою                                                |
| 10                          | Сирчикова Віра Володимирівна   | 03.11.2010            | середня | член Партії регіонів         | Кримрозівський сільський будинок культури, директор                        |
| 11                          | Коваленко Галина Миколаївна    | 03.11.2010            | середня | член Партії регіонів         | пенсіонер                                                                  |
| 12                          | Сеніна Надія Василівна         | 03.11.2010            | середня | позапартійна                 | Кримськорозівська сільська рада, інспектор ВУС                             |
| 14                          | Тюкова Іраіда Петрівна         | 03.11.2010            | середня | член Партії регіонів         | пенсіонер                                                                  |
| 15                          | Карімова Азізе Азізовна        | 03.11.2010            | середня | позапартійна                 | тимчасово не працює                                                        |
| Самовисування               |                                |                       |         |                              |                                                                            |
| 1                           | Воробей Віктор Васильович      | 03.11.2010            | середня | позапартійний                | приватний підприємець                                                      |
| 2                           | Немеш Сергій Ласлович          | 03.11.2010            | середня | позапартійний                | Кримрозівська загальноосвітня школа, слюсар                                |
| 6                           | Пожаріцька Ганна Олександравна | 03.11.2010            | вища    | член Аграрної партії України | ТОВ «Ефір», головний бухгалтер                                             |
| 7                           | Скіпор Олег Боліславович       | 03.11.2010            | вища    | член Аграрної партії України | Інститут ефіроолійних та лікарських рослин, старший науковий співробітник  |
| 13                          | Крівда Світлана Іванівна       | 03.11.2010            | вища    | член Аграрної партії України | Інститут ефіроолійних та лікарських рослин, молодший науковий співробітник |